# Lior Raz
Lior Raz (hebrejsky ליאור רז‎, * 24. listopadu 1971 Ma'ale Adumim) je izraelský herec, scenárista a bývalý člen Izraelských obranných sil. Je znám zejména jako představitel Dorona Kabilia v televizním seriálu Fauda.

## Raný život
Raz se narodil v Ma'ale Adumim, izraelské osadě a městě na Západním břehu Jordánu, sedm kilometrů od Jeruzaléma. Je synem mizrachimských židovských rodičů. Jeho otec narozený v Iráku sloužil v Šajetet 13 a v Šin bet a později provozoval rostlinnou školku. Matka se narodila v Alžírsku a je učitelkou. V dětství doma mluvil arabsky se svým otcem a babičkou a také s arabskými dělníky, jeho kamarády z rostlinné školky.
V dětství mu byla diagnostikována porucha pozornosti (ADHD). Za pomoci školy, která žáky s ADHD podporovala a hledala pro ně kreativnější uplatnění, dostal v hodině literatury příležitost místo napsání eseje vytvořit krátký film, což ovlivnilo jeho další život.

## Kariéra

### Vojenská služba
Po dokončení střední školy narukoval v 18 letech do izraelských obranných sil a stal se členem komanda v elitní tajné protiteroristické jednotce známé jako Sayeret Duvdevan. 20 let též sloužil v jednotce Duvdevan jako záloha izraelských obranných sil.
Po odchodu z vojenské služby se v roce 1993 Raz přestěhoval do USA a byl najat bezpečnostní firmou jako osobní strážce Arnolda Schwarzeneggera.

### Herectví a scenáristika
V roce 1995 se vrátil do Izraele, kde ve svých 24 letech nastoupil na dramatickou školu Nissan Nativ v Tel Avivu.
V roce 2014 vytvořil s novinářem deníku Ha'arec Avi Issacharoffem kritikou uznávaný televizní seriál Fauda, ve kterém hraje Dorona Kabilia, člena tajné protiteroristické jednotky Mista'arvim. Na izraelských cenách akademie v roce 2016 získal seriál celkem šest ocenění, včetně ceny pro nejlepší dramatický seriál. V prosinci 2017 zvolili v deníku The New York Times Faudu nejlepším mezinárodním pořadem roku. V roce 2018 seriál získal 11 cen izraelské televizní akademie, včetně ceny za nejlepší televizní drama, ceny za nejlepšího herce pro Raza a ceny za nejlepší scénář, obsazení, kinematografii, natáčení a speciální efekty.
V roce 2018 si pak Raz zahrál vůdce komunity Magdala ve filmu Mary Magdalene. Ve stejném roce se objevil také ve filmu Operace Finale, v roli ředitele izraelské zpravodajské agentury Mosad.
Po úspěchu seriálu Fauda vytvořil společně s Avi Issacharoffem a dalšími scenáristy seriál Hit and Run (česky: Zmizet beze stopy), ve kterém hraje hlavní postavu Segeva Azulaye, šťastného manžela, kterému se obrátí život vzhůru nohama po zabití jeho manželky v Tel Avivu.

## Osobní život
Lior Raz je ženatý s herečkou Meital Berdahovou, se kterou mají tři děti. Společně žijí v Izraeli, ve městě Ramat ha-Šaron. Mluví třemi jazyky, hebrejsky (rodný), arabsky (díky otci) a anglicky.

## Filmografie
| Film            | Film                                    | Film                     | Film     |
| Rok             | Titul                                   | Role                     | Poznámky |
| --------------- | --------------------------------------- | ------------------------ | -------- |
| 1999            | Delta Force One: Ztracená hlídka        | Cave Guard               |          |
| 2005            | Muchrachim Lehiyot Same'ach             | Shimi                    |          |
| 2008            | Everything Starts at the Sea            | Officer                  |          |
| 2008            | Eli & Ben                               | Undercover policeman     |          |
| 2011            | Mabul                                   | Rafi                     |          |
| 2011            | Policeman                               |                          |          |
| 2012            | Haolam Mats'hik                         | Barak                    |          |
| 2014            | Básník ze školky                        | manžel Niry              |          |
| 2018            | Mary Magdalene                          | vedoucí komunity Magdala |          |
| 2018            | Hollywood Salutes Israel                |                          |          |
| 2019            | Operace Eichmann (Operation Finale)     | Isser Harel              |          |
| 2019            | 6 underground: Tajné operace            | Rovach Alimov            |          |
| 2020            | Dena Gildens Life                       | Levi Cohan               |          |
| 2024            | Gladiátor II                            | Viggo                    |          |
| Televize        |                                         |                          |          |
| Rok             | Titul                                   | Role                     | Délka    |
| 2011–2012       | Prime Minister's Children               | Asael                    | 18 dílů  |
| 2013            | Scarred                                 | Shmulik                  | 16 dílů  |
| 2015–současnost | Fauda                                   | Doron Kabilio            | 36 dílů  |
| 2016–2017       | Dumb                                    | Amos                     | 4 díly   |
| 2021            | Zmizet beze stopy (Hit & Run)           | Segev Azulai             | 9 dílů   |
| 2023–2024       | Tělo, které funguje (A Body That Works) | Tomer                    | 14 dílů  |